# سرجی پالنسیا
سرگی پالنسیا (اسپانیایی: Sergi Palencia‎؛ زادهٔ ۲۳ مارس ۱۹۹۶) بازیکن فوتبال اهل اسپانیا است که در پست مدافع برای باشگاه فوتبال بوردو بازی می‌کند.
از باشگاه‌هایی که در آن بازی کرده‌است می‌توان به باشگاه فوتبال بارسلونا و باشگاه فوتبال بارسلونا بی اشاره کرد.
وی همچنین در تیم ملی فوتبال زیر ۲۱ سال اسپانیا بازی کرده‌است.